# Oskar Loerke

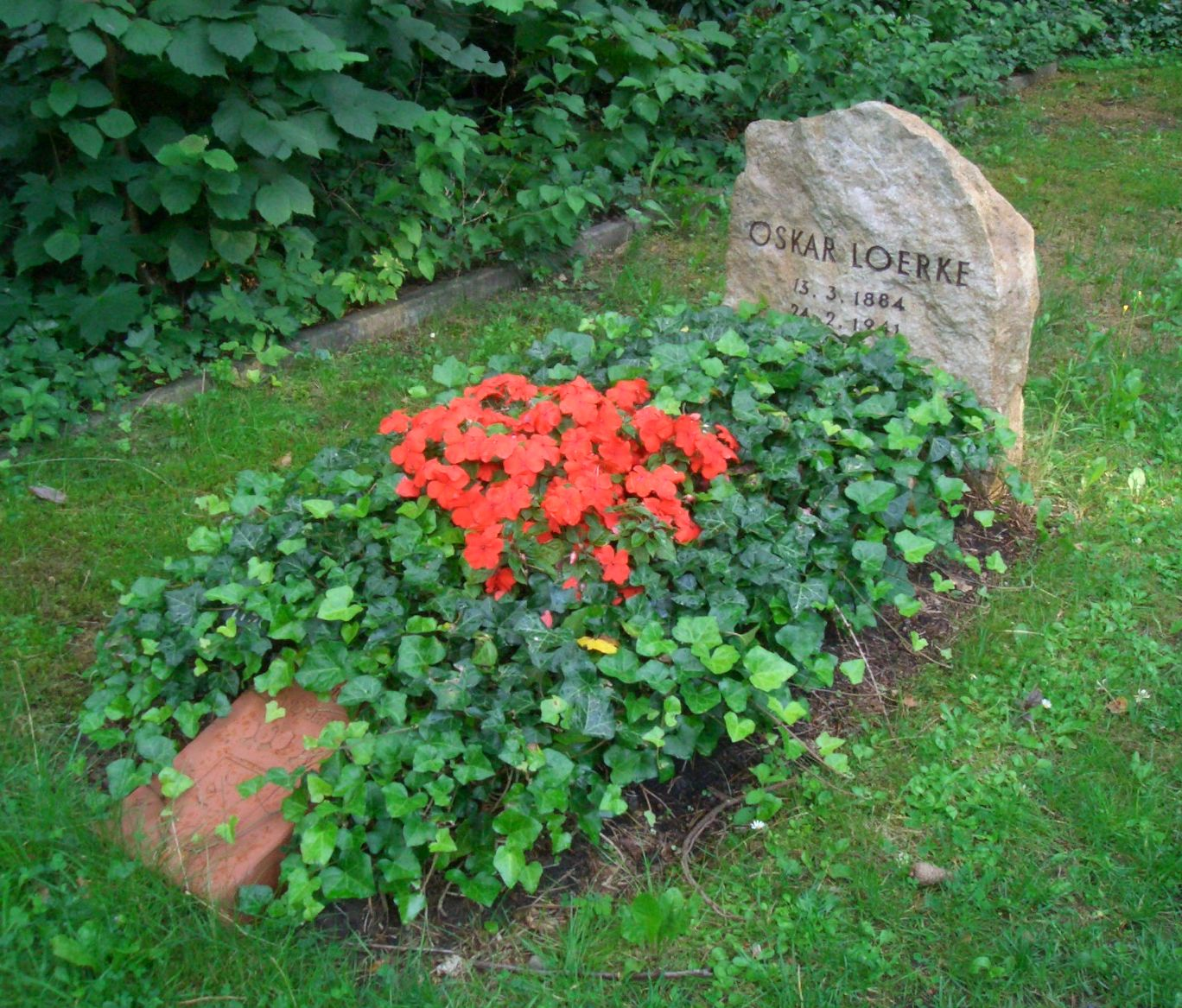
Grób Oskara Loerke

Oskar Loerke (ur. 13 marca 1884 w Jungen, zm. 24 lutego 1941 w Berlinie) – niemiecki poeta z nurtu ekspresjonizmu i realizmu magicznego.